# کالستاک
کالستاک (به انگلیسی: Calstock) یک روستا و محله مدنی در بریتانیا است که در کورنوال واقع شده‌است. کالستاک ۶٬۲۵۳ نفر جمعیت دارد.